# Skeleton Lake, Alberta
Skeleton Lake är en sjö i Kanada.   Den ligger i provinsen Alberta, i den centrala delen av landet, 2 800 km väster om huvudstaden Ottawa. Skeleton Lake ligger 621 meter över havet. Arean är 9,3 kvadratkilometer. Den sträcker sig 5,8 kilometer i nord-sydlig riktning, och 5,4 kilometer i öst-västlig riktning.
I omgivningarna runt Skeleton Lake växer i huvudsak blandskog. Trakten runt Skeleton Lake är nära nog obefolkad, med mindre än två invånare per kvadratkilometer.